# András Arató
Pour les articles homonymes, voir András Arató (homonymie) et Arato (homonymie).
Dans les noms hongrois, le nom de famille précède le prénom, mais cet article utilise l’ordre habituel en français, où le prénom précède le nom.
András Arató, né le 11 juillet 1945, est un mannequin hongrois devenu célèbre lorsqu'un cliché pour lequel il était modèle est devenu un mème Internet dans les années 2010. Il était jusqu'alors ingénieur électricien dans l'anonymat.

## Biographie

### Anonymat
Né en 1945 et originaire de Kőszeg, en Hongrie, András Arató Farta été élevé à l'époque du rideau de fer. En 1969, Arató est diplômé de l'université polytechnique et économique de Budapest à la faculté de génie électrique.

### Célébrité grâce à la culture des mèmes
Dans les années 2000, Arató fait du tourisme dans divers pays comme la Turquie et la Russie, tient un blog sur sa vie et ses voyages et publie ses photographies sur iWiW, un réseau social similaire à Facebook. Les photographies de ses voyages sont remarquées par un photographe travaillant pour l'industrie de la photographie de banque d'images, qui le fait ensuite poser pour plusieurs clichés,.
Le mannequinat d'Arató pour la photographie de banque d'images a attiré l'attention dès 2011, conduisant à le faire connaître dans la culture des mèmes comme « Hide the Pain Harold » (littéralement « Harold Cache-la-Douleur ») en raison de son expression faciale globale et de son sourire supposé factice,,.
Depuis, Arató participe à des clips publicitaires et musicaux et fait régulièrement des apparitions dans diverses manifestations publiques,.